# Museos Estatales de Berlín

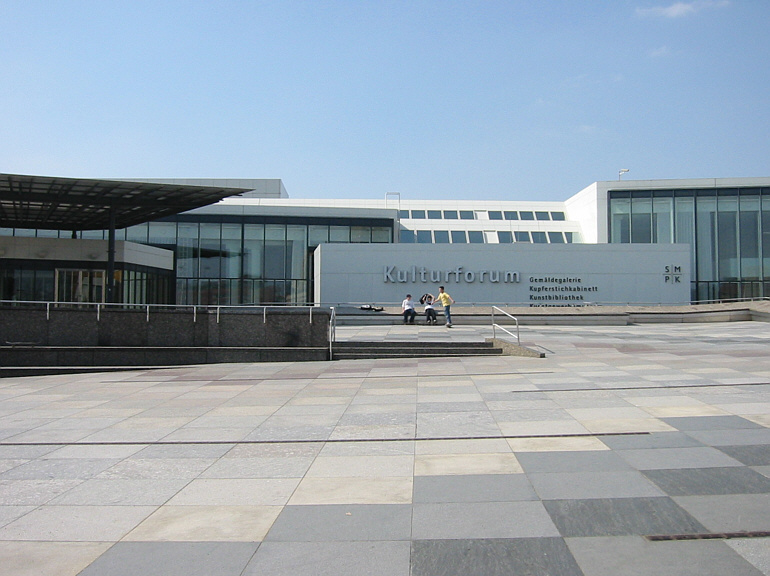
Foro cultural (Kulturforum).

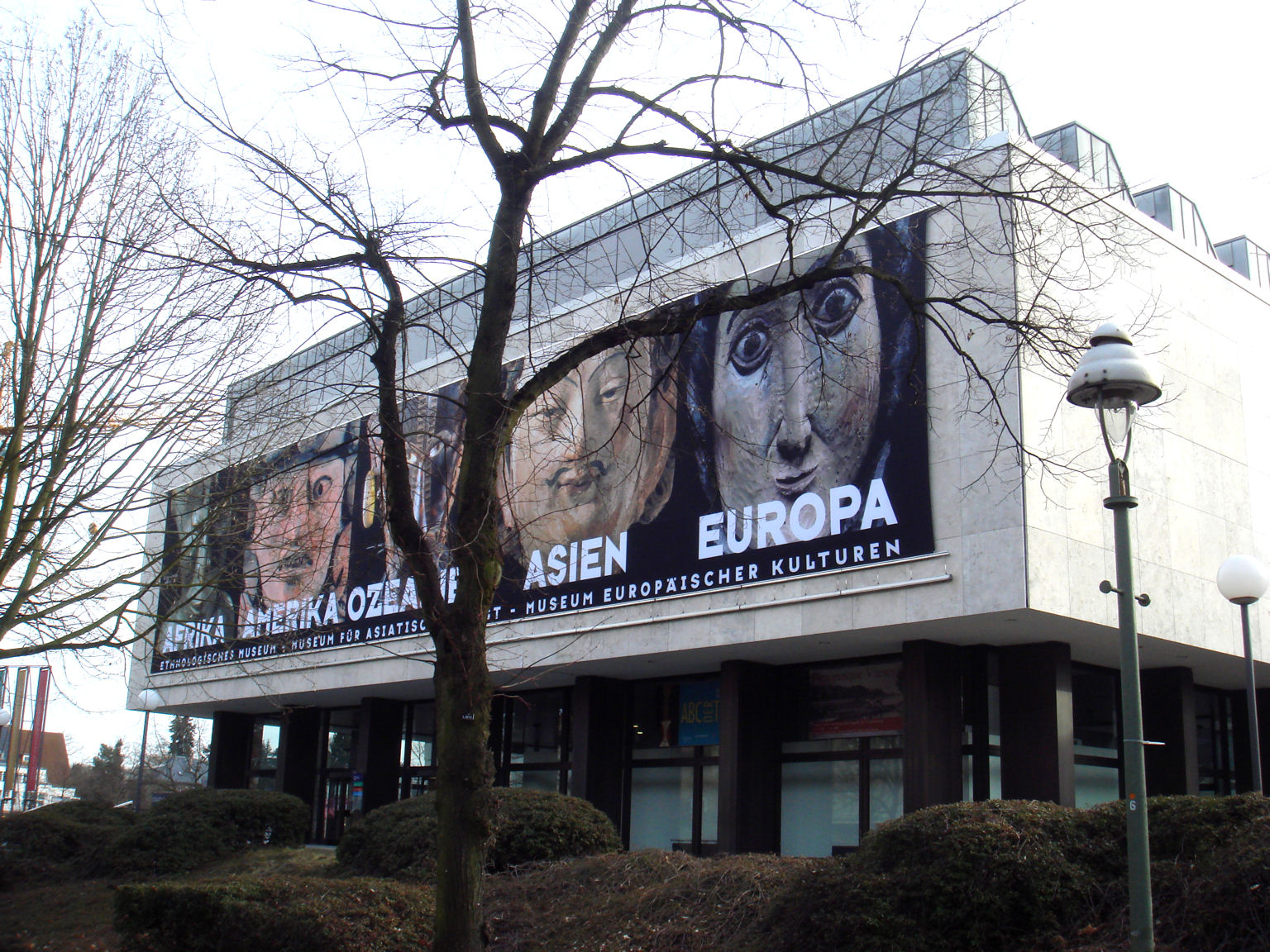
Museos en Dahlem (Museumszentrum Berlin-Dahlem).

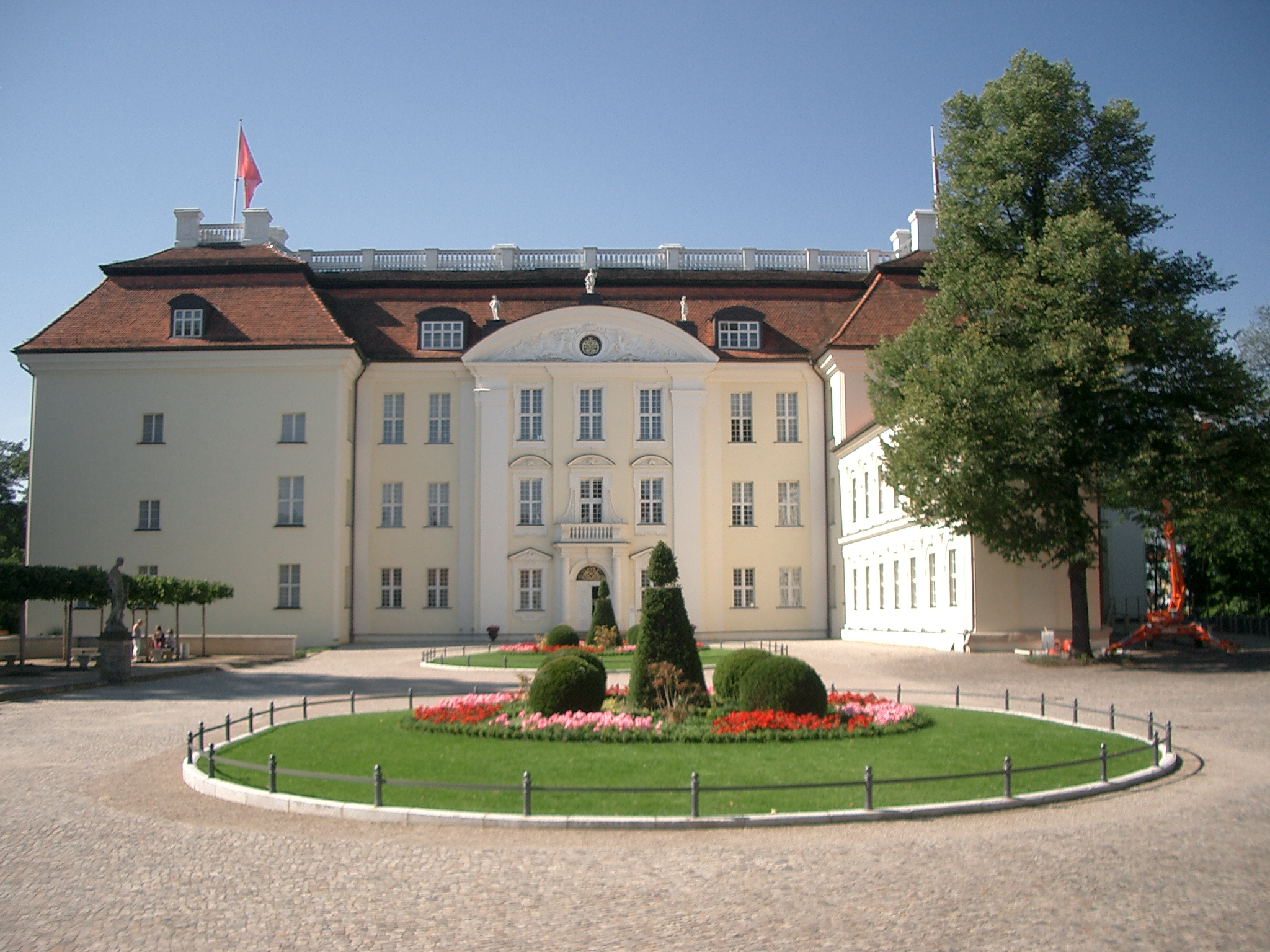
Palacio de Köpenick.

Los Museos Estatales de Berlín (en alemán: Staatlichen Museen zu Berlin), conocidos hasta 1918 como Museos Reales de Berlín, son una institución de la Fundación del Patrimonio Cultural Prusiano y uno de los museos universales más grandes del mundo. Fundados en 1823 por el rey Federico Guillermo III de Prusia, recopilan obras de arte, arqueología y etnología desde la antigüedad hasta la actualidad. Los Museos Estatales de Berlín tienen dos ubicaciones principalesː la Isla de los Museos, declarada Patrimonio de la Humanidad en 1999 por la UNESCO, en Mitte y el Kulturforum en Tiergarten. Con un stock de alrededor de 5,3 millones de obras, figuran entre las colecciones más importantes de Europa.
En 2019, los Museos Estatales de Berlín registraron un total de 4,2 millones de visitantes. De estos, el Neues Museum recibió la mayor cantidad de visitantes con 828 000.

## Historia
Los Museos Estatales de Berlín fueron fundados en 1823 por el rey Federico Guillermo III de Prusia, con el nombre de Museos Reales de Berlín. Su núcleo es el Alte Museum en Lustgarten, construido en 1830 por Karl Friedrich Schinkel como Museo Real de Berlín.
El origen de las colecciones fue la Kunstkammer (Cámara de Arte), fundada alrededor de 1550 por el elector Joaquín II de Brandeburgo. Comprende objetos de todas las áreas de la naturaleza, el arte y la ciencia. Después de ser saqueada durante la Guerra de los Treinta Años, la Kunstkammer fue reconstruida en 1640 por el Gran Elector Federico Guillermo y trasladada al Palacio de Berlín a partir de 1700 por el primer rey prusiano Federico I. Durante las Guerras Napoleónicas, la colección fue llevada a París como arte saqueado en 1807, antes de ser devuelta a Berlín en 1815, año de la liberación. En el siglo XIX, los objetos de la Kunstkammer se distribuyeron finalmente entre la Universidad Friedrich-Wilhelm y los Museos Reales.
Al final de la monarquía y como resultado de la Revolución de Noviembre, el Estado Libre de Prusia combinó los museos que estaban juntos en el centro de Berlín para formar los Museos Estatales de Berlín. La administración de la ciudad nombró para ello un director general.
Las colecciones de ambas partes de Berlín se integraron después de la reunificación sobre la base del Tratado de Unificación el 1 de enero de 1992. La asociación de museos cuenta con el apoyo conjunto del gobierno federal y todos los estados federados a través de la Fundación del Patrimonio Cultural Prusiano.
Los edificios de exposiciones en la Isla de los Museos en Berlín Oriental también se denominaron Museos Estatales de Berlín entre 1949 y la reunificación en 1990 y comprendían la Nationalgalerie, el Pergamonmuseum, el Altes Museum, el Bodemuseum, el Otto-Nagel-Haus en el Märkischer Ufer (hoy sede de la Agencia Fotográfica de Arte, Cultura e Historia (bpk)) y el Kunstgewerbemuseum en el castillo de Köpenick.